# Reprezentacja Szwajcarii U-17 w piłce nożnej kobiet
Reprezentacja Szwajcarii U-17 w piłce nożnej kobiet – reprezentacja Szwajcarii piłkarek nożnych do lat 17. Największym sukcesem reprezentacji jest zdobycie 4. miejsca na mistrzostwach Europy (2012).

## Występy w mistrzostwach Europy U-17
- 2008: II faza kwalifikacji[1]
- 2009: II faza kwalifikacji[2]
- 2010: II faza kwalifikacji[3]
- 2011: II faza kwalifikacji[4]
- 2012: 4. miejsce[5]
- 2013: II faza kwalifikacji[6]

## Występy w mistrzostwach świata U-17
Dotychczas reprezentacji Szwajcarii kobiet do lat 17 nie udało się awansować do finałów mistrzostw świata w tej kategorii wiekowej. Eliminacje do tego turnieju w strefie europejskiej odbywają się poprzez mistrzostwa Europy w każdym parzystym roku.